# João, o Profeta
João, o Profeta, conhecido também como Venerável João, praticou uma vida de silêncio e recebeu os dons da profecia e da perspicácia, pelo que ele recebeu a designação de "profeta". Durante dezoito anos, até a sua morte, ele viveu próximo a Barsanúfio. Conta-se que, sabendo antecipadamente a data de sua morte e a pedido do Abba Eliano, ele adiou-a por duas semanas para poder instruí-lo na gestão do mosteiro.